# Jeremy Clyde
Michael Jeremy Thomas Clyde (22 de marzo de 1941) es un actor y músico británico. En los años sesenta fue la mitad del dúo folk Chad & Jeremy (con Chad Stuart), que tuvo poco éxito en el Reino Unido, pero fue objeto de interés para el público estadounidense. Ha disfrutado de una larga carrera como actor de televisión y sigue apareciendo con regularidad, normalmente interpretando a personajes de clase media alta o aristocráticos.

## Primeros años
Clyde nació en el pueblo de Dorney, en el condado inglés de Buckinghamshire, y es hijo de Lady Elizabeth Wellesley.
Por línea materna, Clyde es tataranieto de Arthur Wellesley, primer duque de Wellington, y es primo del actual duque de Wellington.
En 1953, participó en la coronación de la reina Isabel II como paje de honor de su abuelo y llevó la corona, de este durante la ceremonia.
Clyde se educó en dos escuelas independientes: en la Ludgrove School, en la parroquia civil de Wokingham Without, contigua a la ciudad mercado de Wokingham, en el condado inglés de Berkshire, y en el Eton College, seguido de la Universidad de Grenoble, en Francia.

## Carrera
En 1965, Clyde apareció en una producción teatral de El hotel de las flores de la pasión, una adaptación musical escrita por John Barry y Trevor Peacock, en el Teatro Príncipe de Gales de Londres. En ella participaron Jane Birkin, Francesca Annis, Pauline Collins, Nicky Henson y Bill Kenwright.
En 1969, apareció en Conduct Unbecoming como parte del reparto original, que incluía a Paul Jones. También viajó a Estados Unidos como parte del reparto original de Broadway.
Clyde fue una vez invitado en un episodio de la comedia americana Mis tres hijos, cuando Chip Douglas, es presentado a sus vecinos primo "Paul Drayton" en este episodio, #7, Temporada 8, titulado " Liverpool Saga" como un conocido guitarrista de Folk, en Gran Bretaña; y está emocionado de que alguien, de Liverpool venía a visitar, y esperaba que fuera un músico de talento, implicando el éxito de The Beatles. (El episodio se emitió durante el apogeo de la Beatlemanía) Apareció en la adaptación televisiva de la BBC de Moll Flanders en 1975, y en 1979 interpretó a Godfried Schalcken en la historia de terror de la BBC Schalcken the Painter. A finales de la década de 1970 apareció junto a Lorraine Chase en una serie de anuncios de televisión para Campari. Quizá sea más conocido por su interpretación del villano gobernador imperial austriaco Hermann Gessler en la serie de acción de los años ochenta Crossbow, que incorporaba la capacidad de Clyde para transmitir el mal de una forma claramente aristocrática. Su otro papel destacado fue el de Dick Spackman en la comedia de ITV Is it Legal?. Clyde también interpretó al Rey Carlos I en la serie de la BBC By the Sword Divided (1983-85), centrada en la Guerra Civil inglesa (la decapitación del rey aparece en el segundo episodio de la segunda temporada). Clyde también interpretó a Algernon Moncrieff en 1985 en la producción de Great Performances de La importancia de llamarse Ernesto, de Oscar Wilde, junto a Gary Bond como Jack Worthing y Dame Wendy Hiller como Lady Bracknell. Ese mismo año, interpretó al funcionario Densher en Blott on the Landscape.
En 2002, Clyde apareció en The Falklands Play (una dramatización de la BBC sobre la guerra de las Malvinas) en el papel de Sir Nicholas Henderson, el embajador británico en Estados Unidos en aquella época. En 2004, apareció en la serie dramática de la BBC The Alan Clark Diaries como el político conservador británico Jonathan Aitken, y también apareció en la serie dramática de la BBC Ashes To Ashes como el Superintendente que se emitió en 2008.
Su carrera cinematográfica incluye papeles en The Great St Trinian's Train Robbery (1966), Silver Bears (1977), North Sea Hijack (1980), Invitation to the Wedding (1983), Wilt (1990), Splitting Heirs (1993), The Musketeer (2001) y The Iron Lady (2011).
También ha actuado en la radio. Interpretó al ladrón A. J. Raffles en la serie radiofónica de la BBC Raffles (1985-1993). También ha interpretado al detective ficticio de Ngaio Marsh, el inspector Roderick Alleyn.
En 2017 interpretó a Dennis en The Girls en el Phoenix Theatre del West End.
Desde 2018, Clyde actúa con Peter Asher de la fama de Peter and Gordon.

## Vida personal
Clyde es el mayor de los tres hijos de Lady Elizabeth Clyde y el capitán Thomas Clyde. Sus hermanos son:
- Robin Clyde (19 de abril de 1943-13 de febrero de 1950)
- William Jonathan Clyde (27 de mayo de 1949)

Clyde está divorciado de Vanessa Field, con quien se casó en 1970 en la Iglesia Presbiteriana de la Quinta Avenida de Nueva York. Tienen dos hijos, Lucy y Matthew.